# 312
312 (CCCXII) fue un año bisiesto comenzado en martes del calendario juliano, en vigor en aquella fecha.
En el Imperio romano, el año fue nombrado como el del consulado de Constantino y Liciniano, o menos comúnmente, como el 1065 Ab Urbe condita, adquiriendo su denominación como 312 a principios de la Edad Media, al establecerse el anno Domini.

## Acontecimientos
- Primavera: Constantino I el Grande inicia la guerra civil contra Majencio, con el sitio de Segusio. Luego, continuaría el conflicto con la batalla de Turín.
- Verano: Constantino el Grande derrota al ejército de Majencio en las batallas de Brescia y Verona
- 28 de octubre: Batalla del Puente Milvio: Constantino derrota finalmente a Majencio en su lucha por el Imperio romano. Tras esta batalla, según Eusebio de Cesarea, él se convirtió al cristianismo.
- Termina la construcción de la Basílica de Majencio.
- El Concilio de Cartago apoya el Donatismo, que predica la aplicación e interpretación rigurosas de los sacramentos. Estas doctrinas serán condenadas por el Concilio de Arlés en 314.
- Constantino ordena la construcción de su Arco del Triunfo para celebrar la reunificación del Imperio.[1]

## Fallecimientos
- 28 de octubre: Majencio, emperador romano.